# Ka'ahupahau
Ka'ahupahau est, dans la mythologie hawaïenne, une princesse requin.
Elle vivait près de Pu'uloa (aujourd'hui Pearl Harbor) et protégeait l'île de Oahu des autres requins. 